# 핀셔

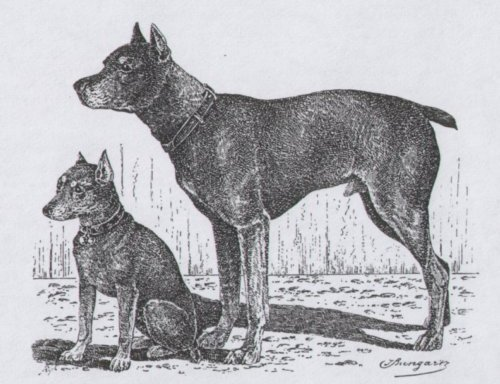
저먼 핀셔와 미니어처 핀셔는 핀셔 그룹의 품종이다. 1888년 그림.

핀셔(Pinscher)는 원래 농장의 쥐잡이견이나 경비견으로 개발된 독일산 개 품종이다. 21세기에는 반려동물로 키우는 경우가 많다.